# Ruta Provincial 33

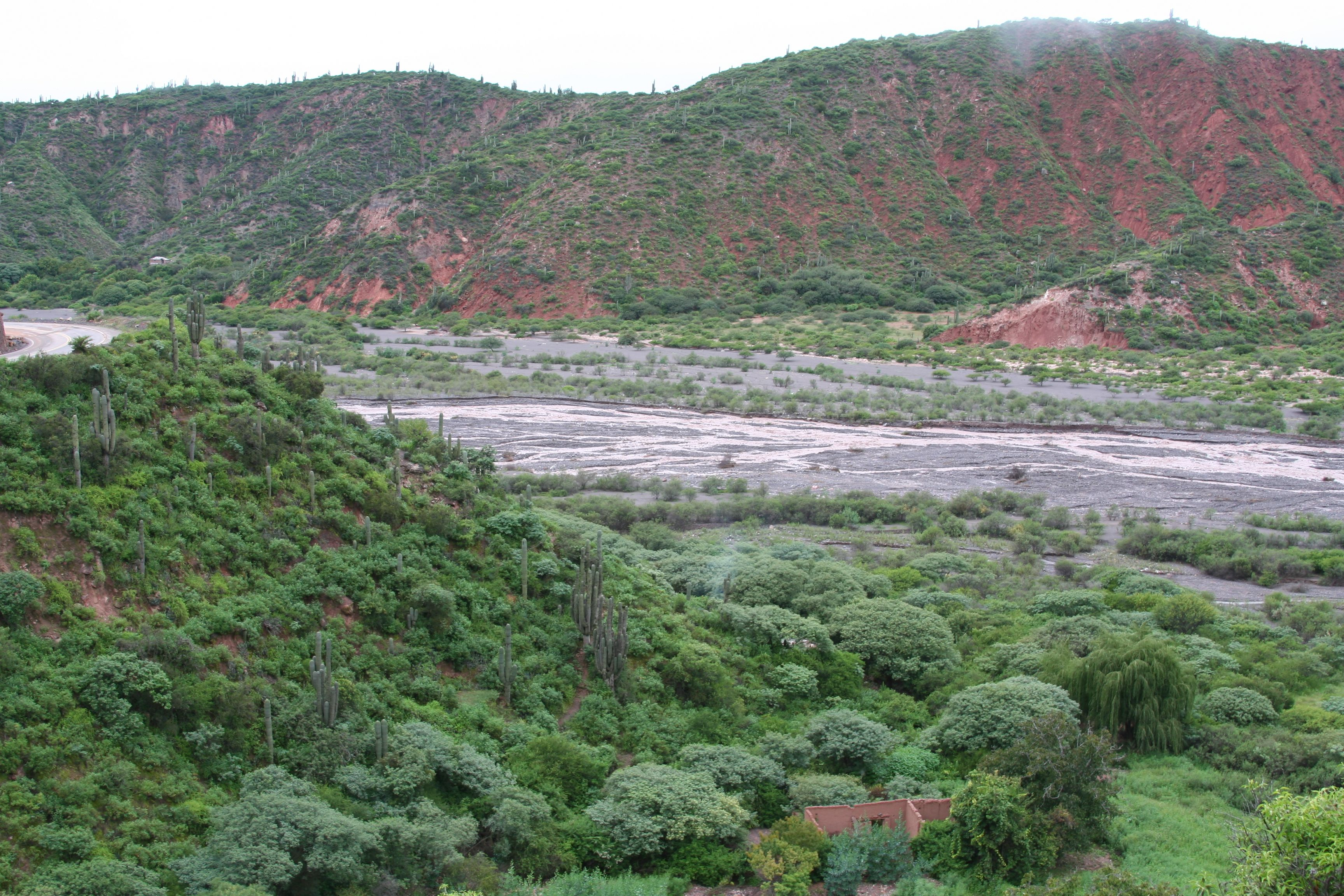
Tal des Río Chicoana bei Las Ánimas

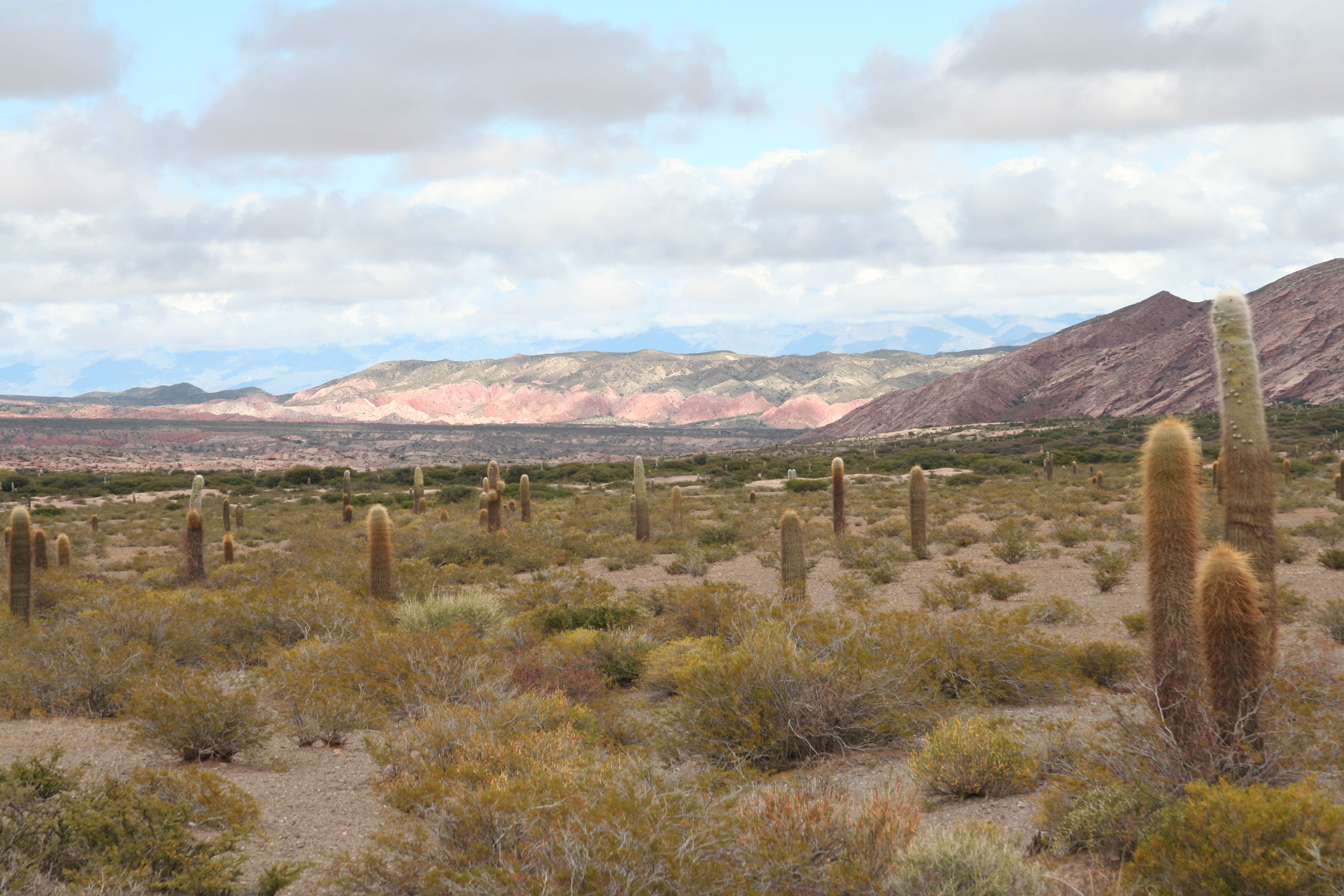
Parque Nacional Los Cardones

Die Ruta Provincial 33 der Provinz Salta im Nordwesten Argentiniens verbindet die Ruta Nacional 68 bei El Carril mit der Ruta Nacional 40 bei Payogosta. Dabei überwindet sie auf einer Länge von nur 99 km die Cuesta del Obispo, wobei bei der Piedra del Molina mit 3348 m der höchste Punkt der Strecke erreicht wird. Hier befindet sich der östliche Zugang zum Nationalpark Los Cardones. Die Strecke – welche auch von Linienbussen zwischen Salta und Cachi befahren wird – gilt als eine der spektakulärsten Straßen Südamerikas, speziell der Abschnitt zwischen Escoipe und der Piedra del Molino ist aufgrund der Streckenführung mit engen Kurven entlang eines Steilhanges beeindruckend.
Die Straße durchquert zunächst die Quebrada del Obispo, steigt dann auf in das Altiplano und durchquert den nördlichen Teil des Nationalparks Los Cardones. Es verbindet die Täler des Río Chalchaqui und des Río Guachipas. Im engen Tal des Río Chicoana gibt es mehrere Rasthäuser, welche einfache lokale Gerichte und Getränke sowie regionaltypische Produkte anbieten. 